# Synagoga Mendela Krakowskiego w Łodzi
Synagoga Mendela Krakowskiego w Łodzi – prywatny dom modlitwy znajdujący się w Łodzi przy ulicy Wschodniej 64 lub 66.
Synagoga została zbudowana w 1902 roku z inicjatywy Mendela Mordki Krakowskiego. Mogła ona pomieścić 30 osób. Podczas II wojny światowej hitlerowcy zdewastowali synagogę.